# Крістіан Ноель
Крістіан Ноель (фр. Christian Noël, нар. 13 березня 1945, Ажен, Франція) — французький фехтувальник на рапірах, олімпійський чемпіон (1968 рік) та чотириразовий бронзовий призер (1964 рік, двічі 1972 рік, та 1976 рік) Олімпійських ігор, чотириразовий чемпіон світу.

## Виступи на Олімпіадах
| Олімпіада     | Дисципліна           | Місце |
| ------------- | -------------------- | ----- |
| Токіо 1964    | командна рапіра      | 3     |
| Мехіко 1968   | індивідуальна рапіра | 4     |
| Мехіко 1968   | командна рапіра      | 1     |
| Мюнхен 1972   | індивідуальна рапіра | 3     |
| Мюнхен 1972   | командна рапіра      | 3     |
| Монреаль 1976 | індивідуальна рапіра | 7     |
| Монреаль 1976 | командна рапіра      | 3     |